# Chris Pueyo
Christian Martínez Pueyo, conegut com a Chris Pueyo, (Alcanar, 24 de desembre de 1994) és un escriptor espanyol. És conegut pel sobrenom de Peter Pan a les xarxes socials. Va publicar el seu primer llibre, El Chico de las Estrellas, el novembre de 2015. Ja de petit va escriure algunes coses però al 2012 va obrir un bloc anomenat “El desván del duende” on es donava a conèixer com a Peter Pan i els seus lectors es convertien en els nens perduts.
Després d'això va seguir i al 2017 va treure el poemari Aquí dentro siempre llueve i més tard al 2018 va publicar No te calles amb : Javier Ruescas, Andrea Compton, Fa Orozco, Benito Taibo i Sara Fratini.
Com a referències literàries ell mateix a parlat d'El món groc, d'Albert Espinosa i algunes obres més infantils com els contes dels germans Grimm, Andersen, Perrault...
També a parlat de cantautors com Sabina o poetes com Irene X com a referents.

## Obres
- 2019: La abuela
- 2017: Aquí dentro siempre llueve
- 2015: El Chico de las Estrellas
- 2021: Hombres a los que besé[4]